# Karim Matmour
Karim Matmour (in arabo كريم مطمور‎?; Strasburgo, 25 giugno 1985) è un ex calciatore algerino, di ruolo attaccante.

## Carriera

### Club
Matmour iniziò la sua carriera nelle giovanili dello Strasburgo, ma quando al raggiungimento della maggiore età non gli fu offerto un contratto da professionista fu costretto a passare al club dilettantistico del Vauban Strasburgo. Dopo breve tempo però si trasferì in Germania dove si unì al club riserve del Friburgo. Qui mise in mostra le sue potenzialità e fu in breve tempo promosso in prima squadra, dove collezionò 79 presenze e 10 gol spalmate in tre stagioni di Zweite Bundesliga.
Il 4 giugno 2008 ha firmato un contratto di quattro anni per il neopromosso Borussia Mönchengladbach. Al Friburgo è andato un indennizzo di 2 milioni di euro.
Il 1º luglio 2011 passa all'Eintracht Francoforte.
Il 24 giugno 2013 viene ufficializzato il suo passaggio al Kaiserslautern. Il giocatore firma un contratto di due anni.

### Nazionale
Ha ricevuto la sua prima convocazione con la nazionale il 6 febbraio 2007 nella partita contro la Libia.

## Palmarès

### Club

#### Competizioni nazionali
- FFA Cup: 1

Adelaide Utd: 2018